# 北条顕実
北条 顕実（ほうじょう あきざね、文永10年（1273年） - 嘉暦2年（1327年）は、鎌倉時代後期の武士。金沢流北条氏の出身。甘縄顕実とも。通称は甘縄駿河入道、甘縄殿。兵部権大輔、伊予守、駿河守。北条顕時の次男。母は遠藤為俊の娘。同母弟に時雄、貞顕がいる。子は宗顕、顕茂、顕香、顕益、顕義。養父に甘縄時家。甘縄の名は祖父北条実時が保有した甘縄館に由来すると考えられる。
徳治2年（1307年）正月、六番引付頭人に選任。延慶2年（1309年）3月に一度七番引付頭人に下がるが、8月には六番に再任された。応長元年（1311年）五番へ昇進し、正和2年（1313年）には三番、元応元年（1319年）、二番引付頭人に就任する。
嘉暦元年（1326年）には評定衆に在職していることが確認される。翌2年（1327年）、55歳で没した。
僧籍に入った庶兄顕弁を度外視すれば、顕実は顕時の長子であったが、家督は下の弟貞顕が継承した。後世の歴史学者である永井晋は、貞顕の器量が兄達より優れていたために、兄の顕実や時雄を超越して金沢流の家督を継承したと推測している。